# Jason Biggs
Jason Matthew Biggs (* 12. květen, 1978 Pompton Plains, New Jersey) je americký herec s italskými předky, známý především ztvárněním postavy Jima Levensteina v komediální trilogii Prci, prci, prcičky.

## Životopis
Narodil se v Pompton Plains, New Jersey, USA, jako syn Angely, sestřičky, a Garyho Biggse, manažera lodní společnosti. Vyrůstal v Hasbrouck Heights, New Jersey, USA a zde také navštěvoval Hasbrouck Heights High School. Na střední škole byl úspěšný v atletice, zvláště pak v tenisu a wrestlingu. Podařilo se mu i postoupit do finále národního turnaje.[zdroj⁠?!]
V interviews často musí diskutovat o tom, proč hraje výhradně židovské postavy, jako v Prci, prci, prcičky (dále např. jako Darren Silverman v Saving Silverman nebo Jerry Falk v Anything Else), a to i přesto, že patří mezi italské Američany a je římskokatolík.
V lednu 2008 se zasnoubil s herečkou Jenny Mollen, hlavní hvězdou filmu My Best Friend's Girl a 23. dubna 2008 se s ní oženil. Bydlí v kalifornském Los Angeles, USA.

## Kariéra
Hrát začal již v pěti letech. Svůj první televizní debut měl v seriálu Drexell's Class roku 1992. Ten samý rok měl Biggs také svůj první debut na Broadwayi ve hře Conversations with My Father, kterou si otevřel cestu k další hře, tentokrát soap opeře  As the World Turns. Za jeho roli byl nominován na cenu Emmy za Nejlepšího mladšího herce.
V letech 1996-1997 navštěvoval New York University, později se však opět vrátil k herectví. Také jsme ho mohli vidět v krátkých televizních sériích pojmenovaných Camp Stories (1997). O dva roky později dostal šanci zahrát si v americké komedii Prci, prci, prcičky, která má další dva díly, v nichž si zahrál hlavní roli, a čtyři spinoffy, kde již nehraje. Poté přijal role v dalších filmech jako např. Loser. V letech 2004-2005 hrál ortodoxního žida Dodgera Stagese v divadelní hře Modern Orthodox v newyorském divadle. Na jeviště se vrátil na konci roku 2008 ve hře Boys' Life v Second Stage Theatre.
Objevil se také ve filmu Jay a Mlčenlivej Bob vrací úder, kde si zahrál sebe samotného jako "kluk, který to dělal do koláče" (pravděpodobně jeho nejlepší scéna v Prci, prci, prcičky). Často rozhněvaně řeční o tom, že má po krk být známý pouze díky jedné věcí, když má za sebou již tolik filmů.

## Filmografie
- The Boy who Cried Bitch (1991)
- Drexell's Class (1991)
- As the World Turns (1994-1995)
- Camp Stories (1997)
- Prci, prci, prcičky (1999)
- Boys and Girls (2000)
- Loser (2000)
- Saving Silverman (2001)
- Prci, prci, prcičky 2 (2001)

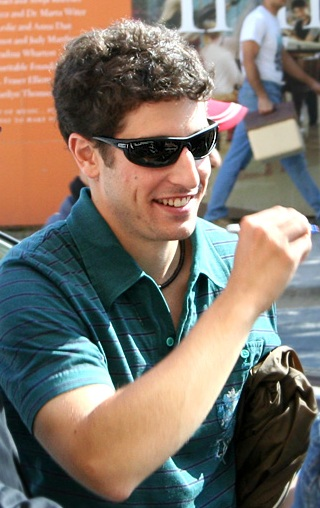
Toronto 2006, Mezinárodní filmový festival

- Jay a Mlčenlivej Bob vrací úder (2001)
- Prozac Nation (2001)
- Prci, prci, prcičky 3: Svatba (2003)
- Anything Else (2003)
- Táta na plný úvazek (2004)
- Guy X (2005)
- Will and Grace (2005)
- Eight Below (2006)
- Blowin' Up (2006)
- Wedding Daze (2006)
- Farce of the Penguins (2007)
- The Glitch
- Over Her Dead Body (2008)
- Kamarádova holka (2008)
- Zvláštní škola (2008)
- Kidnapping Caitlynn (2009)
- Happiness Isn't Everything (2009)
- Prci, prci, prcičky: Školní sraz  (2012)